# Кефермаркт
Кефермаркт (нем. Kefermarkt) — ярмарочная коммуна (Marktgemeinde) в Австрии, в федеральной земле Верхняя Австрия.
Посёлок известен ренессансным замком Вайнберг и позднеготической церковью с резным алтарём 1490-х годов, который признаётся одним из шедевров поздней готики. По инициативе и на средства писателя А. Штифтера алтарь был капитально отреставрирован.
Входит в состав округа Фрайштадт. Площадь общины составляет 27,82 км², население — 2158 человек (1 января 2021), плотность населения — 77 чел./км². Официальный код — 40 607.